# Acropimpla medioflava
Acropimpla medioflava là một loài tò vò trong họ Ichneumonidae.